# Gastón Ramírez
Gastón Ramírez, vollständiger Name Gastón Exequiel Ramírez Pereyra, (* 2. Dezember 1990 in Fray Bentos) ist ein uruguayischer Fußballspieler.

## Karriere

### Verein
Ramírez begann seine Karriere in der Jugend seines Heimatvereins Peñarol Montevideo, wo er die gesamte Akademie durchlief und zu einem der größten Talente Uruguays heranreifte.
Am 21. März 2009 feierte er im Stadtderby gegen Defensor Sporting Club im Alter von achtzehn Jahren sein Debüt in der Profimannschaft. Es folgten neun weitere Einsätze in der Clausura 2009, ehe er bereits in der Folgesaison zu einem Leistungsträger avancierte.
Forciert durch Trainer Diego Aguirre, der ihm trotz seines jungen Alters mit einer zentralen Rolle im Spielsystem von Peñarol bedachte, entwickelte er sich zum Shooting Star der Spielzeit. Im Verbund mit den Stürmer-Routiniers Diego Alonso und Antonio Pacheco entwickelte sich Peñarol zur offensivstärksten Mannschaft der Liga und gewann erstmals seit 2003 wieder den uruguayischen Meistertitel. Ramírez überraschte dabei mit seinem kompletten Spiel, welches sich neben seinen Vorlagen und seinem Tordrang auch durch seine Standardsituationen auszeichnete. Bereits während der Spielzeit meldeten mehrere internationale Vereine ihr Interesse an einer Verpflichtung des Spielers an, die Verhandlungen scheiterten jedoch oftmals vorzeitig an der hohen Ablöseforderung des Vereins.
Zur Spielzeit 2010/11 wechselte er als Königstransfer des finanziell angeschlagenen FC Bologna, die eine Ablösesumme von ca. 5,5 Millionen Euro an Peñarol überwiesen, in die italienische Serie A.
Mit großen Erwartungen empfangen, entwickelte er sich auch in Bologna unter Trainer Alberto Malesani innerhalb kurzer Zeit zum Schlüsselspieler seiner Mannschaft. Im März 2010 wurde daraufhin bekannt, dass er offiziell unter Beobachtung des FC Barcelona steht. Zur Saison 2012/13 schloss er sich für eine Ablösesumme von kolportierten 12 Millionen Pfund dem FC Southampton an. Dort debütierte er am 15. September 2012 in der Partie des vierten Spieltags gegen Arsenal, als er in der 45. Spielminute für Steven Davis eingewechselt wurde. In seiner ersten Spielzeit bei den Engländern, in der er aufgrund von Verletzungsproblemen und einer Roten Karte zeitweise nicht zur Verfügung stand, absolvierte er 26 Spiele in der Premier League und erzielte fünf Treffer. In der Saison 2013/14 kam er zu 18 weiteren Ligaeinsätzen (ein Tor). Nachdem er in der Spielzeit 2014/15 noch einmal für Southampton am 30. August 2014 in der Begegnung mit West Ham United auflief, wechselte er Anfang September 2014 auf Leihbasis zum Ligakonkurrenten Hull City. Die Leihbedingungen enthielten dabei eine Bestimmung, die den Einsatz von Ramírez beim Aufeinandertreffen seines neuen Klubs mit Southampton ausschlossen. Für Hull City debütierte er am 15. September 2014 in der Liga. Gegner der Partie war ebenfalls West Ham. In der Spielzeit 2014/15, die Hull City als Tabellen-18. mit dem Abstieg beendete, bestritt er 23 Ligapflichtspiele (ein Tor) für die Mannschaft aus der Grafschaft Yorkshire. Anschließend kehrte er zum FC Southampton zurück. Nachdem er in der Spielzeit 2015/16 bis zu seinem letzten Einsatz am 2. Januar 2016 nur dreimal (kein Tor) als Einwechselspieler in der Premier League eingesetzt wurde, wechselte er am 26. Januar 2016 auf Leihbasis zum mit Carlos de Pena und Cristhian Stuani bereits zwei weitere Uruguayer beschäftigenden FC Middlesbrough. Die Ausleihe dauerte bis zum Saisonende am 30. Juni 2016 an. Für den Zweitligisten lief er in der Saison 2015/16 in 18 Ligaspielen auf und schoss sieben Tore. Sein Klub stieg als Tabellenzweiter der Football League Championship in die Premier League auf. Der FC Southampton gab Ende Mai 2016 bekannt, dass der ebenfalls mit dem leihgebenden Verein zum 30. Juni 2016 endende Vertrag von Ramírez nicht verlängert werde. Ramírez verblieb bei Middlesbrough und absolvierte in der Spielzeit 2016/17 24 Ligapartien, bei denen ihm zwei Treffer gelangen. Sein Klub stieg jedoch am Saisonende wieder ab. Anfang August 2017 wechselte Ramírez nach Italien zu Sampdoria Genua. Als Ablösesumme wurde seitens der Presse ein Betrag von rund neun Millionen Euro angegeben.
Nach vier Jahren in Genua, in denen er 115 Liga-Partien absolvierte, lief der Vertrag des Mittelfeldspielers mit Sampdoria im Sommer 2021 aus. Nach Monaten ohne Verein unterschrieb Ramirez im Dezember 2021 bei der AC Monza in der Serie B.
Nach einer erneuten Vereinslosigkeit wechselte er im Oktober 2022 zum italienischen Drittligisten Virtus Entella.

### Nationalmannschaft

#### U-20
Ramírez war Mitglied der uruguayischen U-20 Nationalmannschaft, in der er unter Trainer Diego Aguirre am 15. Mai 2008 in der Partie gegen Mexiko debütierte. Mit der Auswahl nahm er an der Junioren-Fußballweltmeisterschaft 2009 teil. Unter seinem späteren Vereinstrainer Aguirre, galt er dort neben Nicolás Lodeiro und Jonathan Urretaviscaya als auffälligster Spieler seiner Mannschaft. Uruguay stieg als Gruppenzweiter vor England und Usbekistan ins Achtelfinale auf, wo man sich jedoch dem späteren Finalisten Brasilien mit 1:3 geschlagen geben musste. Ramírez absolvierte alle drei Vorrundenspiele, in denen ihm zwei Torvorlagen gelangen, ehe er im Achtelfinale aufgrund einer Gelbsperre pausieren musste. Insgesamt absolvierte er für die U-20 13 Länderspiele und erzielte drei Tore.

#### Olympiaauswahl
Beim Fußballturnier der Olympischen Spiele 2012 in London gehörte Ramírez dem uruguayischen Aufgebot von Trainer Óscar Tabárez an. Für die Olympiaauswahl Uruguays bestritt er seit seinem Debüt am 11. Juli 2012 insgesamt fünf Spiele und schoss zwei Tore.

#### A-Nationalmannschaft
Sein Debüt in der A-Nationalmannschaft feierte er bereits am 8. Oktober 2010, während des 7:1-Sieges im Freundschaftsspiel gegen Indonesien. Seither zählt er zum erweiterten Kreis der Celeste. Bei der Weltmeisterschaft 2014 in Brasilien gehörte er dem Aufgebot Uruguays an. Insgesamt absolvierte er bis zu seinem bislang letzten Einsatz am 18. November 2014 34 Länderspiele. Ein persönlicher Torerfolg blieb ihm dabei bisher versagt.

### Erfolge
- 1 × Uruguayischer Meister: 2009/10